# Махасамунд
Махасамунд (англ. Mahasamund, хинди महासमुंद) — город и муниципалитет в центральной части индийского штата Чхаттисгарх. Административный центр округа Махасамунд.

## География
Расположен приимерно в 57 км к юго-востоку от административного центра штата, города Райпур, к востоку от реки Маханади, на высоте 317 м над уровнем моря.

## Население
По данным переписи 2001 года население города составляет 47 203 человека. Мужчины составляют 51 % населения, женщины — 49 %. Средний уровень грамотности — 70 % (79 % мужчин и 61 % женщин), что выше, чем средний по стране показатель 59,5 %. 14 % населения — дети младше 6 лет.

## Транспорт
Имеется железнодорожное сообщение.